# Ucrainca
Ucrainca è un comune della Moldavia situato nel distretto di Căușeni di 1.754 abitanti al censimento del 2004.

## Località
Il comune è formato dall'insieme delle seguenti località: (popolazione 2004)
- Ucrainca (1.720 abitanti)
- Zviozdocica (34 abitanti)